# Kibazwa
Kibazwa är ett vattendrag i Burundi.   Det ligger i provinsen Bururi, i den centrala delen av landet, 70 kilometer sydost om huvudstaden Bujumbura.
Omgivningarna runt Kibazwa är huvudsakligen savann. Runt Kibazwa är det ganska tätbefolkat, med 166 invånare per kvadratkilometer.